# Abdelkrim Ghallab
Abdelkrim Ghallab (en arabe : غلّاب, عبد الكريم, Ġallāb, ʿAbd al-Karīm), né le 31 décembre 1919 à Fès et mort le 13 août 2017 à El Jadida, est un journaliste, homme politique, membre du parti de l'Istiqlal et écrivain marocain.

## Biographie
Abdel Karim Ghallab est né à Fès en 1919. Il a étudié à la fois à l'Université d'Al-Karaouine à Fès et à l'Université du Caire, où il a obtenu une maîtrise en littérature arabe. Il est l'auteur de cinq romans et de trois recueils de nouvelles. Parmi ses romans les plus connus figurent Saba'at 'abwab ("Sept portes", 1965) et Dafannā al-maḍī (Le passé enterré, 1966); ce dernier est salué comme représentatif d'une nouvelle école d'écriture appelée « réalisme nationaliste ». Selon Simon Gikandi, son style arabe est connu pour son « classicisme gracieux et parfois érudit ».
Abdelkrim Ghallab est décédé à El Jadida le 14 août 2017, à l'âge de 97 ans.

## Carrière politique
Abdel Karim Ghallab est membre fondateur de l'Association des étudiants arabes de la Faculté des arts (1942), qui comprenait un groupe d'étudiants de Syrie, d'Irak, d'Égypte, de Palestine, du Soudan et du Maroc, dirigé par le Dr Abdel Wahab Azzam. Il y a travaillé à la sensibilisation sur le sujet du nationalisme arabe.
Il est également membre de l'Association "'Oumanae", une association culturelle dirigée par M. Amin Al-Khouli, qui a publié le magazine Al-Amana.
Son activité politique a commencé au Caire pour sensibiliser à la question de l'indépendance du Maroc au début des années quarante. Il a participé avec ses collègues marocains à la mise en place de la « Ligue de défense de Marrakech » en 1943.
La Ligue a soumis un mémorandum aux ambassades des Alliés et au gouvernement égyptien réclamant l'indépendance du Maroc en janvier 1944.
Il a travaillé comme enseignant dans les écoles secondaires égyptiennes après avoir obtenu son diplôme de la Faculté des lettres (1945-1947).
Ses compatriotes marocains, algériens et tunisiens l'ont choisi comme secrétaire général de la Conférence du Maghreb arabe qui a eu lieu en 1947 et à partir de laquelle a été créé le bureau du Maghreb arabe, qui a mené la lutte pour l'indépendance du Maroc, de l'Algérie et de la Tunisie.
Le bureau du Maghreb arabe a œuvré à la libération d'Abdel Karim El-Khattabi le 1er juin 1947, alors qu'il se rendait en France depuis son exil à la Réunion, en convoquant le navire qui le transportait à Port-Saïd.
Il a participé à la première Conférence de la culture arabe, qui s'est tenue sous la supervision du Comité culturel de la Ligue des États arabes à Beit Meri (Liban) à l'été 1948.
Il rentre au Maroc en décembre 1948 et devient le rédacteur en chef de l'hebdomadaire puis du mensuel culturel (Resalat al-Maghrib) de 1949 jusqu'à son arrestation par une décision de la résidence publique française en décembre 1952. Il travaille en parallèle avec le rédacteur en chef du journal "Al-Alam" jusqu'à son arrestation le même jour.
Il est un membre éminent du Parti de l'Istiqlal et y travaille depuis la création du Bloc d'action nationale en juin 1933.
Il a été l'un des premiers cadres nommé au ministère marocain des Affaires étrangères après l'indépendance du Maroc, dirigé par Haj Ahmed Balafrej. Il est nommé ministre plénipotentiaire, directeur de l'Administration arabe et du Moyen-Orient en mai 1956.
Il démissionne de son poste en janvier 1959 et retourne travailler comme rédacteur en chef pour le journal Al-Alam. En 1960, il occupe le poste de directeur jusqu'en juillet 2004.
Il abandonne ses travaux scientifiques durant la période 1981-1985, où il devient ministre et membre du gouvernement marocain.
Il est élu député (Chambre des représentants) au cours de ses deux mandats (1977-1984) et (1993-1997).
Il a assisté à un certain nombre de conférences culturelles dans le monde arabe et occidental.

## Décorations et distinctions
Abdekrim Ghellab fut membre de l'Académie du royaume du Maroc.

## Œuvre traduite en français
- Le Passé enterré [« Dafannā al-maḍī »], trad. de Francis Gouin, Paris, Éditions Publisud, coll. « Confluents », 1990, 285 p.  (ISBN 2-86600-324-1)